# Мішель Шраєр
Мішель Шраєр (нім. Michaele Schreyer, нар. 9 серпня, 1951, Кельн, ФРН) — німецький політик, європейський комісар з питань планування і бюджету з 16 вересня 1999 до 31 жовтня 2004 року.

## Біографія
Мішель Шраєр народилася 9 серпня 1951 року в місті Кельн (Північний Рейн — Вестфалія, ФРН). Навчалася у Кельнському університеті з 1970 до 1976 року, де студіювала економіку і соціологію. Пізніше (у 1983 році) в цьому ж університеті вона отримала ступінь доктора філософії. У 1977 році Мішель Шраєр стає науковим співробітником у Вільному університеті Берліна.

## Політична кар'єра
- 1989–1990 — Міністр міського розвитку та охорони навколишнього середовища в уряді Берліна
- 1991–1999 — Депутат парламенту Берліна, член Комітету з питань бюджету та державних фінансів
- 1991–1995 — Член Президії Парламенту Берліна
- 1993–1999 — Член різних парламентських комісій
- 1995–1997 — Голова підкомітету з фондів державного житла
- 1998–1999 — Голова зеленої фракції в парламенті Берліна
- 1999–2004 — Європейський комісар з питань планування і бюджету
- 2006 — до сьогодні — Віце-президент Європейського руху в Німеччині

Член німецької партії зелених — Союз 90/Зелені.